# Šalovci
Šalovci (Sall en hongrois, Schabing en allemand) est une commune située dans la région du Prekmurje au nord-est de la Slovénie non loin de l'Autriche et à la frontière de la Hongrie. 

## Géographie
La commune est située dans la région du Prekmurje au sein de la plaine de Pannonie. Elle est située entre la commune de Gornji Petrovci à l'ouest et de Hodos à l'est. La commune accueille sur son territoire le point le plus au nord de la Slovénie (à 5 193 km de l'équateur). Elle a une frontière avec la Hongrie mais pas avec l'Autriche. La Slovénie ne touche l'Autriche qu'un peu plus à l'ouest au niveau de la commune de Kuzma qui elle possède sur son territoire la borne géodésique où se rejoignent les frontières de l'Autriche, de la Hongrie et de la Slovénie.

### Villages
Les localités qui composent la commune sont Budinci, Čepinci, Dolenci, Domanjševci, Markovci, et Šalovci.

## Démographie
Entre 1999 et 2021, la population de la commune a régulièrement diminué, passant sous le seuil des 1 500 habitants,.
Évolution démographique
| 1999  | 2000  | 2001  | 2002  | 2003  | 2004  | 2005  | 2006  | 2007  |
| ----- | ----- | ----- | ----- | ----- | ----- | ----- | ----- | ----- |
| 1 891 | 1 855 | 1 823 | 1 810 | 1 791 | 1 770 | 1 745 | 1 709 | 1 667 |
| 2008  | 2009  | 2010  | 2011  | 2012  | 2013  | 2014  | 2015  | 2016  |
| 1 672 | 1 602 | 1 590 | 1 568 | 1 536 | 1 521 | 1 493 | 1 459 | 1 437 |
| 2017  | 2018  | 2019  | 2020  | 2021  |       |       |       |       |
| 1 430 | 1 411 | 1 392 | 1 380 | 1 388 |       |       |       |       |